# Beatrice d'Arborea
Beatrice d'Arborea (Molins de Rei, 1343 circa – Narbona, 1377) fu principessa d'Arborea, secondogenita del giudice Mariano IV, sorella di Ugone III e della famosa Eleonora, viscontessa consorte di Narbona in quanto sposa di Aimerico VI.

## Biografia

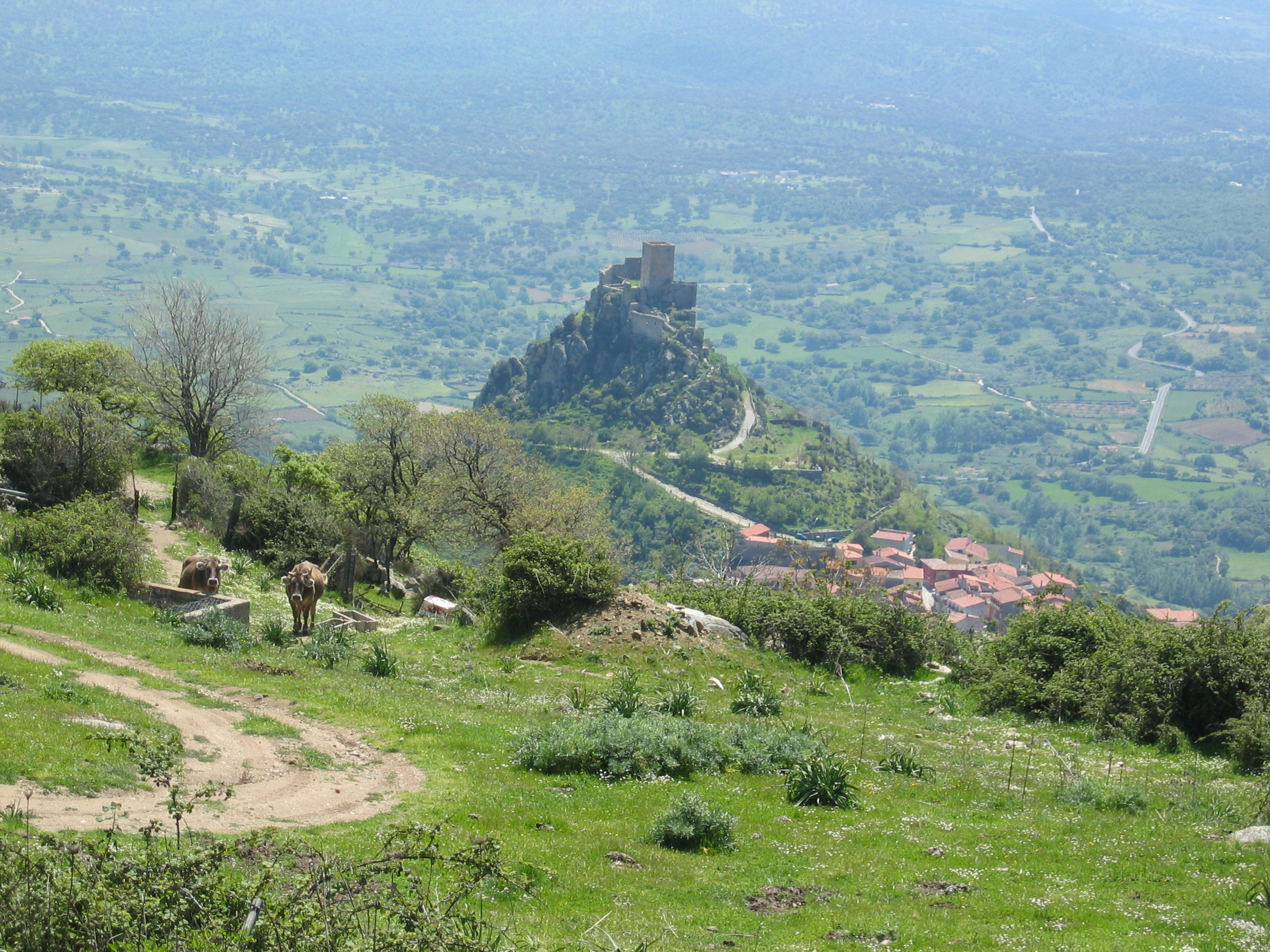
Il castello del Goceano

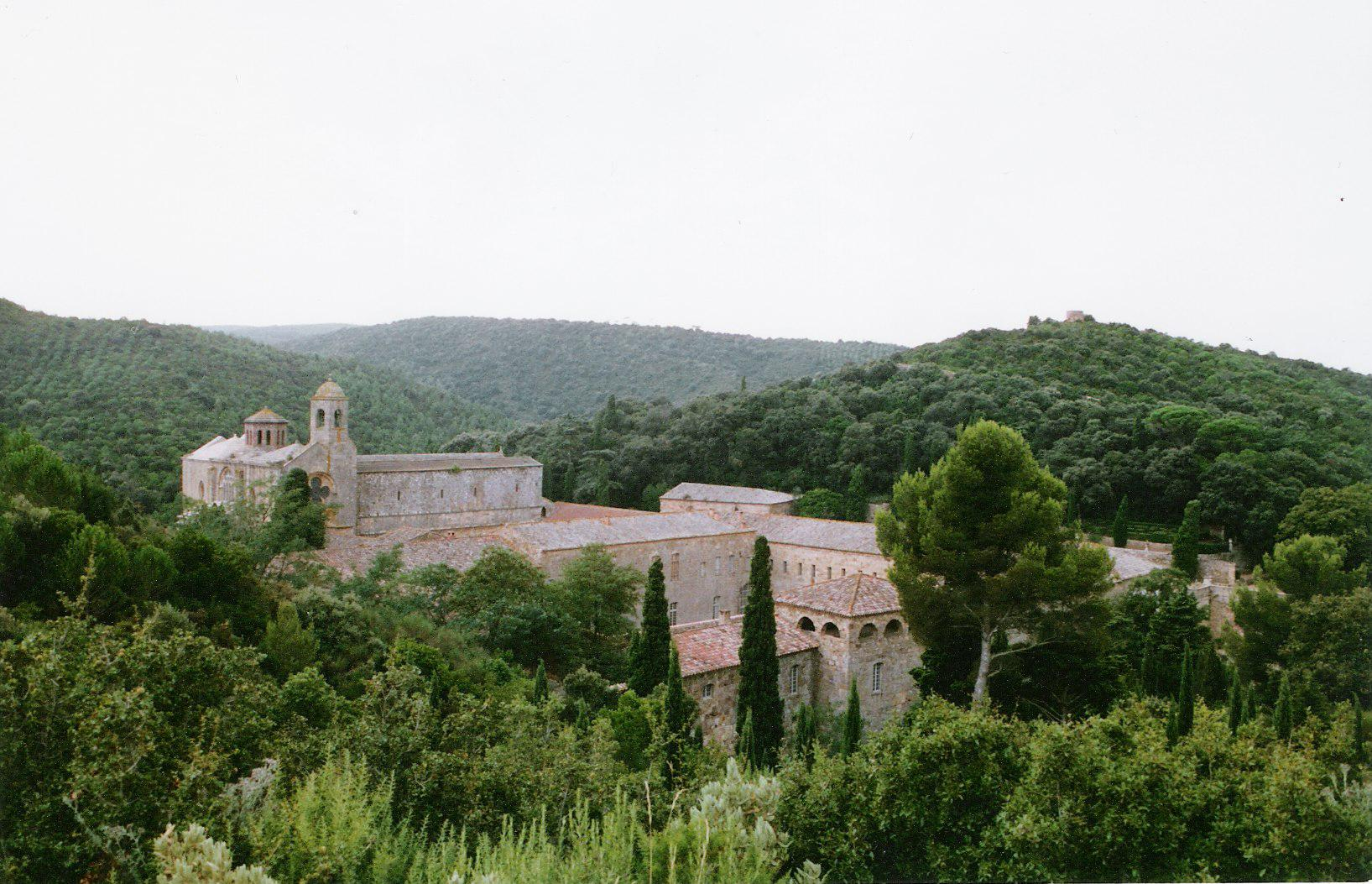
L'abbazia di Sainte-Marie de Fontfroide

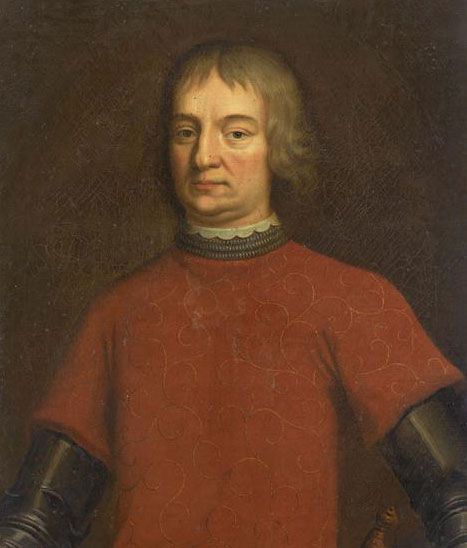
Aimerico VI di Narbona, marito di Beatrice

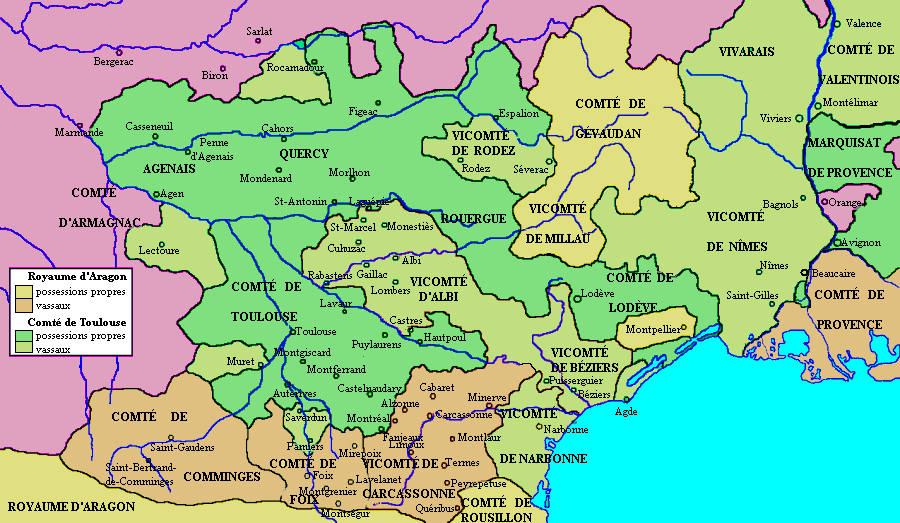
Carta del viscontado di Narbona

Scudo Arborea-Narbona

Nel 1336 Timbora di Roccaberti (1318-1364), appartenente ad una delle più influenti casate della Catalogna, conobbe, alla corte di Alfonso IV di Aragona, il diciassettenne donnikello Mariano d'Arborea (1319-1375), figlio di Ugone II e futuro giudice. Il titolo di donnikello o donnicello, spettava ai figli e ai parenti stretti del sovrano arborense. Mariano si trovava a Barcellona con il proposito di conseguire un'educazione da principe, unitamente al fratello minore Giovanni. I due giovani si sposarono con il gradimento del nuovo monarca aragonese Pietro IV il Cerimonioso che conferì allo sposo il rango di conte del Goceano e di Marmilla. La coppia stabilì la prima residenza nel palazzo cittadino, nonostante preferisse soggiornare nel Castellciurò nel vicino borgo di Molins de Rei.
La contessa del Goceano (ormai è storicamente accertato) ebbe quattro figli nel castello di Molins: Ugone (1337-1383), Beatrice, una bambina deceduta precocemente ed Eleonora (1347 circa-1403 circa).
Per molti anni gli storici hanno immaginato Eleonora come la secondogenita di Mariano e Timbora, perché fu lei a succedere con il figlio al fratello assassinato Ugone III nel 1383. In una lettera, conservata negli Archivi Reali di Barcellona, inviata da Aimerico VI di Narbona, vedovo di Beatrice, al re Pietro IV, si afferma, invece, che era quest'ultima la seconda figlia (portava anche il nome dell'ava materna) e dunque il trono di Arborea spettava di diritto al loro erede Guglielmo. Era consuetudine, altresì, nelle famiglie regnanti che i matrimoni si celebrassero secondo l'ordine di età: Eleonora si sposò dopo molti anni rispetto alla sorella, ma aveva il vantaggio di trovarsi in Sardegna e riuscì a conquistare il giudicato.
La famiglia di Mariano si trasferì nel giudicato risiedendo nel palazzo di Oristano, sede del fratello Pietro III e della consorte Costanza di Saluzzo. Scelsero, però, come privilegiata residenza il castello del Goceano, centro della contea di cui erano titolari. Mariano si fece ritrarre nel polittico ancora oggi collocato nella vicina chiesa di San Nicola ad Ottana. Timbora, il 6 dicembre giorno dedicato al santo, accompagnava i figli alla festa e ad ammirare il ritratto del padre (l'unico esistente), facendo notare a Beatrice (bionda con gli occhi verdi) la somiglianza con lui, mentre Ugone ed Eleonora avevano ereditato da lei, catalana, i colori scuri.
Morto senza prole, nel 1347, il giudice Pietro III, gli succedette Mariano IV che raggiunse Oristano con la moglie e i tre rampolli. La giudicessa, donna moderna per l'epoca, desiderò per Beatrice ed Eleonora un percorso culturale simile a quello del loro fratello.
Nel 1360 Ugone sposò la figlia maggiore del prefetto di Roma Giovanni di Vico che morì nel 1369, dopo avergli dato Benedetta, erede presuntiva al trono. Nel 1361 fu stipulato il contratto di nozze tra la diciottenne Beatrice e il trentatreenne visconte Aimerico VI di Narbona (1328-1388), ammiraglio di Francia (Timbora avrebbe preferito il catalano conte di Ampurias). Aimerico era già vedovo di Beatrice di Sully e di Yolanda di Ginevra: Beatrice diede alla luce ben sette figli, tra cui il successore Guglielmo. Il visconte era un ottimo partito, audace combattente e amico del re di Francia Giovanni II. Le nozze furono celebrate nel 1362 e Beatrice partì per le coste provenzali con grande fasto e una ricchissima dote. Il suo stemma, in virtù del matrimonio, univa l'albero verde diradicato del giudicato di Arborea con il rosso dei Narbona-Lara.
La giovane Beatrice visse per quattordici anni nel castello viscontile di Narbona, dedicandosi soprattutto alla cura della numerosa prole e ad attività benefiche. A causa della lontananza ebbe pochi contatti con la famiglia di origine e morì, all'età di 34 anni, nel 1377. Sarà tumulata nella cripta dell'abbazia di Sainte-Marie de Fontfroide. Il marito, di nuovo vedovo, scelse una quarta consorte nella nobile Guillema de Villademanes.
La viscontessa (della quale si hanno scarse notizie della sua vita a Narbona), l'8 giugno 1377, fece redigere un lungo testamento, testimonianza delle ricchezze portate dall'Arborea: l'erede universale era il primogenito, ma lasciò al marito 1000 franchi, ingenti somme ad alcuni monasteri, agli altri sei figli e alla servitù centinaia di franchi e fiorini d'oro, gioielli, pellicce, una corona e un cappello d'oro, beni preziosi d'arredamento, pregevoli oggetti in oro e d'argento, pietre preziose.
Il nipote di Beatrice (in francese Béatrice d'Arborée) Guglielmo III di Narbona (1383 circa-1424, II come giudice) - suo padre Guglielmo II era deceduto nel 1397 - ebbe la ventura di essere considerato l'ultimo giudice di Arborea (1407-1420), essendo il parente più prossimo di Mariano V, erede della giudicessa Eleonora. La sua, tuttavia, fu una vera e propria avventura (ricordata solo dalle monete che fece coniare), conclusasi il 17 agosto 1420 con l'alienazione dei suoi diritti sul territorio sardo al re di Aragona Alfonso V il Magnanimo, che causò la definitiva estinzione del giudicato arborense.
Guglielmo, privo di prole e ultimo discendente diretto di Mariano IV, morirà nel 1424 e sarà inumato nell'abbazia di Sainte-Marie de Fontfroide presso le tombe dei nonni Aimerico VI e Beatrice.
Il giudicato di Arborea si ridusse nel piccolo marchesato di Oristano, il cui quarto signore Leonardo Alagon y Luna (1470-1478), pronipote in linea femminile del giudice Ugone II, sconfitto nella battaglia di Macomer, dovette cedere il feudo al re Giovanni II d'Aragona.
I posteri del marchese Leonardo - ebbe sei figli - rappresentano tuttora alcuni tra gli eredi, in via femminile, della famiglia giudicale d'Arborea.